# Acta Scientiarum Mathematicarum
Acta Scientiarum Mathematicarum (ook wel Acta Sci. Math. (Szeged ) of korter Acta Szeged genoemd) is een Hongaars wiskundig tijdschrift, dat in Szeged, aan het János Bolyai-Instituut van de Universiteit van Szeged wordt uitgegeven. Het werd in 1922 opgericht door Alfred Haar en Frigyes Riesz. De huidige hoofdredacteur is László Kérchy.